# Frank Uhlig
Pour les articles homonymes, voir Uhlig.
Frank Uhlig (né le 8 décembre 1955 à Zschopau) est un footballeur est-allemand des années 1970 et 1980.

## Biographie
En tant que défenseur, Frank Uhlig est international est-allemand à une seule occasion pour aucun but inscrit, contre l'URSS à Rostock, le 7 mai 1980, qui se solde par un match nul (2-2). 
Il participe aux JO 1980, où il joue contre l'Algérie en tant que titulaire et remplaçant contre l'URSS, à la place de Frank Baum. Il remporte la médaille d'argent. 
Il ne joue que pour un seul club, le FC Karl-Marx-Stadt. Il ne remporte aucun titre, mais il est finaliste de la coupe de RDA en 1983.

## Clubs
- 1974-1976 :  FC Karl-Marx-Stadt II
- 1976-1985 :  FC Karl-Marx-Stadt

## Palmarès
- Coupe d'Allemagne de l'Est de football
  - Finaliste en 1983
- Jeux olympiques
  - Médaille d'argent en 1980